# Desmopachria darlingtoni
Desmopachria darlingtoni – gatunek wodnego chrząszcza z rodziny pływakowatych, podrodziny Hydroporinae i plemienia Hyphydrini.
Gatunek ten opisany został w 1989 roku przez Franka N. Younga, który jako miejsce typowe wskazał Ocho Rios. W obrębie rodzaju zaliczany jest do grupy gatunków D. nitida odznaczającej się posiadaniem głęboko dwuwidlastych paramer.
Chrząszcz ten ma na paramerach długie szczeciny wierzchołkowe.
Owad ten zasiedla Jamajkę, Haiti, wschodnią część Kuby i Kolumbię. Na Kubie jest jednym przedstawicielem grupy D. nitida.